# Harald Conradsen
Harald Conradsen, född den 17 november 1817 i Köpenhamn, död där den 10 mars 1905, var en dansk medaljgravör och bildhuggare. Han var son till Johannes Conradsen.
Conradsen utbildade sig vid konstakademien, vars stora guldmedalj han vann 1845 för en relief med antikt ämne. Han vistades därefter utomlands i tre år, blev 1841 assistent vid myntverket och 1873 kunglig medalj- och myntgravör. Utom åtskilliga kaméer i konkylier och ädla stenar utförde han en medalj till Thorvaldsens minne (1850), en medalj över Jonas Collin samt alla stämplarna till de nya mynten. År 1875 utförde Conradsen för slottskyrkan i Köpenhamn en bildstod över evangelisten Markus. Dessutom utförde han statyetter, byster och medaljongsporträtt.

## Utmärkelser
- Neuhausenska priset,  1838
- Riddare av Dannebrogorden,  1860
- Dannebrogsmännens hederstecken,  1890
- Kommendör av Dannebrogorden,  1901

[Redigera Wikidata]